# Grúzia a 2008. évi nyári olimpiai játékokon
Grúzia a kínai Pekingben megrendezett 2008. évi nyári olimpiai játékok egyik részt vevő nemzete volt. Az országot az olimpián 11 sportágban 35 sportoló képviselte, akik összesen 6 érmet szereztek.

## Érmesek
| Érem  | Versenyző          | Sportág       | Versenyszám              |
| ----- | ------------------ | ------------- | ------------------------ |
| Arany | Manucsar Kvirkelia | Birkózás      | Férfi kötöttfogás, 74 kg |
| Arany | Revaz Mindorasvili | Birkózás      | Férfi szabadfogás, 84 kg |
| Arany | Irakli Cirekidze   | Cselgáncs     | Férfi középsúly          |
| Bronz | Otar Tusisvili     | Birkózás      | Férfi szabadfogás, 66 kg |
| Bronz | Giorgi Gogselidze  | Birkózás      | Férfi szabadfogás, 96 kg |
| Bronz | Nino Szalukvadze   | Sportlövészet | Női légpisztoly          |

## Atlétika
Férfi

| Versenyző      | Versenyszám | Előfutam | Előfutam | Előfutam | Negyeddöntő | Negyeddöntő | Negyeddöntő | Elődöntő | Elődöntő | Elődöntő | Döntő   | Döntő    |
| Versenyző      | Versenyszám | Idő      | Hely.    | Össz.    | Idő         | Hely.       | Össz.       | Idő      | Hely.    | Össz.    | Idő     | Helyezés |
| -------------- | ----------- | -------- | -------- | -------- | ----------- | ----------- | ----------- | -------- | -------- | -------- | ------- | -------- |
| Davit Ilariani | 110 m gát   | 13,75    | 6.       | 29.      | 13,74       | 8.          | 28.         | kiesett  | kiesett  | kiesett  | kiesett | kiesett  |

Női

| Versenyző        | Versenyszám | Selejtező | Selejtező | Döntő    | Döntő    |
| Versenyző        | Versenyszám | Eredmény  | Helyezés  | Eredmény | Helyezés |
| ---------------- | ----------- | --------- | --------- | -------- | -------- |
| Marie Kevhisvili | Súlylökés   | 15,99 m   | 30.       | kiesett  | kiesett  |

## Birkózás

### Férfi
Kötöttfogású

| Versenyző          | Versenyszám | Selejtező                            | Nyolcaddöntő                            | Negyeddöntő                           | Elődöntő                          | Vigaszág első kör | Vigaszág elődöntő | Bronz- mérkőzés   | Döntő                               | Helyezés |
| Versenyző          | Versenyszám | Ellenfél Eredmény                    | Ellenfél Eredmény                       | Ellenfél Eredmény                     | Ellenfél Eredmény                 | Ellenfél Eredmény | Ellenfél Eredmény | Ellenfél Eredmény | Ellenfél Eredmény                   | Helyezés |
| ------------------ | ----------- | ------------------------------------ | --------------------------------------- | ------------------------------------- | --------------------------------- | ----------------- | ----------------- | ----------------- | ----------------------------------- | -------- |
| Lasa Gogitadze     | 55 kg       |                                      | Csiao Hua-feng (CHN) · 2–0, 2–0         | Roman Amojan (ARM) · 1–4, 2–3         | kiesett                           |                   |                   |                   |                                     | 9.       |
| Davit Bedinadze    | 60 kg       | Armen Nazarjan (BUL) · 1–1, 1–4, 0–5 | kiesett                                 | kiesett                               | kiesett                           |                   |                   |                   |                                     | 16.      |
| Manucsar Kvirkelia | 74 kg       |                                      | Christophe Guénot (FRA) · 5–0, 5–0      | Konstantin Schneider (GER) · 3–0, 5–0 | Bácsi Péter (HUN) · 2–1, 2–5, TUS |                   |                   |                   | Csang Jung-hsziang (CHN) · 7–0, 3–0 |          |
| Badri Haszaia      | 84 kg       |                                      | Nazmi Avluca (TUR) · 0–4, 1–1           | kiesett                               | kiesett                           |                   |                   |                   |                                     | 16.      |
| Ramaz Nozadze      | 96 kg       |                                      | Theódorosz Tunuszídisz (GRE) · 1–1, 2–2 | Marek Švec (CZE) · 1–1, 1–1, 1–2      | kiesett                           |                   |                   |                   |                                     | 12.      |

Szabadfogású

| Versenyző            | Versenyszám | Selejtező         | Nyolcaddöntő                              | Negyeddöntő                        | Elődöntő                               | Vigaszág első kör | Vigaszág elődöntő                  | Bronz- mérkőzés                 | Döntő                                     | Helyezés |
| Versenyző            | Versenyszám | Ellenfél Eredmény | Ellenfél Eredmény                         | Ellenfél Eredmény                  | Ellenfél Eredmény                      | Ellenfél Eredmény | Ellenfél Eredmény                  | Ellenfél Eredmény               | Ellenfél Eredmény                         | Helyezés |
| -------------------- | ----------- | ----------------- | ----------------------------------------- | ---------------------------------- | -------------------------------------- | ----------------- | ---------------------------------- | ------------------------------- | ----------------------------------------- | -------- |
| Beszarion Gocsasvili | 55 kg       |                   | Petru Toarcă (ROU) · 3–0, 3–0             | Henry Cejudo (USA) · 3–1, 2–3, 0–3 |                                        |                   | Radoszlav Velikov (BUL) · 0–1, 1–2 | kiesett                         |                                           | 8.       |
| Otar Tusisvili       | 66 kg       |                   | Ikemacu Kazuhiko (JPN) · 4–1, 0–3, 1–0    | Szerafim Barzakov (BUL) · 3–0, 2–0 | Ramazan Şahin (TUR) · 0–1, 1–3         |                   |                                    | Geandry Garzón (CUB) · 3–0, 1–1 |                                           |          |
| Gela Szaghirasvili   | 74 kg       |                   | Augusto Midana (GBS) · 1–0, 2–1           | Murad Hajdarav (BLR) · 0–1, 0–1    | kiesett                                |                   |                                    |                                 |                                           | 12.      |
| Revaz Mindorasvili   | 84 kg       |                   | Davyd Bichinashvili (GER) · 1–4, 2–0, 3–1 | Harutjun Jenokjan (ARM) · 2–0, 2–0 | Georgij Ketojev (RUS) · 4–2, TUS       |                   |                                    |                                 | Juszup Abduszalomov (TJK) · 2–3, 3–0, 4–0 |          |
| Giorgi Gogselidze    | 96 kg       |                   | Alekszej Krupnyakov (KGZ) · 1–0, 1–0      | Szaíd Abráhimi (IRI) · 3–0, 1–0    | Tajmuraz Tigijev (KAZ) · 1–1, 1–0, 0–2 |                   |                                    | Michel Batista (CUB) · 1–0, TUS |                                           |          |

## Cselgáncs
Férfi

| Versenyző           | Versenyszám  | Selejtező                   | 32-es főtábla                    | Nyolcaddöntő                       | Negyeddöntő                            | Elődöntő                       | Vigaszág első kör               | Vigaszág negyeddöntő           | Vigaszág elődöntő               | Bronz- mérkőzés               | Döntő                            | Helyezés |
| Versenyző           | Versenyszám  | Ellenfél Eredmény           | Ellenfél Eredmény                | Ellenfél Eredmény                  | Ellenfél Eredmény                      | Ellenfél Eredmény              | Ellenfél Eredmény               | Ellenfél Eredmény              | Ellenfél Eredmény               | Ellenfél Eredmény             | Ellenfél Eredmény                | Helyezés |
| ------------------- | ------------ | --------------------------- | -------------------------------- | ---------------------------------- | -------------------------------------- | ------------------------------ | ------------------------------- | ------------------------------ | ------------------------------- | ----------------------------- | -------------------------------- | -------- |
| Nesztor Hergiani    | Légsúly      |                             | Dimitri Dragin (FRA) · 0010–0101 |                                    |                                        |                                | Gal Jekutiel (ISR) · 0000–0001  | kiesett                        | kiesett                         | kiesett                       |                                  | 13.      |
| Zaza Kedelasvili    | Harmatsúly   |                             | Ungvári Miklós (HUN) · 0000–1000 | kiesett                            | kiesett                                | kiesett                        |                                 |                                |                                 |                               |                                  | 21.      |
| Davit Kevhisvili    | Könnyűsúly   |                             | Sergiu Toma (MDA) · 0021–0010    | Kim Csholszu (PRK) · 0110–0111     | kiesett                                | kiesett                        |                                 |                                |                                 |                               |                                  | 17.      |
| Szaba Gavaselisvili | Váltósúly    | João Neto (POR) · 0000–1010 | kiesett                          | kiesett                            | kiesett                                | kiesett                        |                                 |                                |                                 |                               |                                  | 33.      |
| Irakli Cirekidze    | Középsúly    |                             |                                  | Hesám Miszbáh (EGY) · 0010–0001    | Elxan Məmmədov (AZE) · 1000–0000       | Ivan Persin (RUS) · 1002–0000  |                                 |                                |                                 |                               | Ammár Benihlef (ALG) · 0001–0000 |          |
| Levan Zsorzsoliani  | Félnehézsúly |                             | Peter Cousins (GBR) · 0010–0000  | Mövlud Mirəliyev (AZE) · 0000–1010 |                                        |                                | Hasszán Azzún (ALG) · 1001–0001 | Daniel Brata (ROU) · 1001–0000 | Csang Szongho (KOR) · 0021–0020 | Henk Grol (NED) · 0000–0020   |                                  | 5.       |
| Lasa Gudzsezsiani   | Nehézsúly    |                             | Ricardo Blas (GUM) · 0200–0001   | Dan McCormick (USA) · 1000–0000    | Mohammad Reza Ródaki (IRI) · 0011–0000 | Isii Szatosi (JPN) · 0000–1011 |                                 |                                |                                 | Teddy Riner (FRA) · 0000–1011 |                                  | 5.       |

## Íjászat
Női

| Versenyző          | Versenyszám | Selejtező | Selejtező | 64-es főtábla                               | 32-es főtábla                                    | Nyolcaddöntő                         | Negyeddöntő       | Elődöntő          | Döntő             | Helyezés |
| Versenyző          | Versenyszám | Pont      | Kiemelt   | Ellenfél Eredmény                           | Ellenfél Eredmény                                | Ellenfél Eredmény                    | Ellenfél Eredmény | Ellenfél Eredmény | Ellenfél Eredmény | Helyezés |
| ------------------ | ----------- | --------- | --------- | ------------------------------------------- | ------------------------------------------------ | ------------------------------------ | ----------------- | ----------------- | ----------------- | -------- |
| Krisztine Eszebua  | Egyéni      | 643       | 17.       | Hajasi Júki (JPN) (48.) · 102 (+9)-102 (+8) | Elpída Romandzí (GRE) (49.) · 102 (+9)-102 (+10) | kiesett                              | kiesett           | kiesett           | kiesett           | 28.      |
| Hatuna Narimanidze | Egyéni      | 663       | 4.        | Dordzsi Dema (BHU) (61.) · 107-97           | Leidys Brito (VEN) (36.) · 111-98                | Mariana Avitia (MEX) (20.) · 108-109 | kiesett           | kiesett           | kiesett           | 9.       |

## Ökölvívás
| Versenyző       | Versenyszám | Selejtező                      | Nyolcaddöntő               | Negyeddöntő       | Elődöntő          | Döntő             | Helyezés |
| Versenyző       | Versenyszám | Ellenfél Eredmény              | Ellenfél Eredmény          | Ellenfél Eredmény | Ellenfél Eredmény | Ellenfél Eredmény | Helyezés |
| --------------- | ----------- | ------------------------------ | -------------------------- | ----------------- | ----------------- | ----------------- | -------- |
| Nikoloz Izoria  | Pehelysúly  | Thato Batshegi (BOT) · 14-4    | Şahin İmranov (AZE) · 9-18 | kiesett           | kiesett           | kiesett           | 9.       |
| Kahaber Zsvania | Váltósúly   | Demetrius Andrade (USA) · 9-11 | kiesett                    | kiesett           | kiesett           | kiesett           | 17.      |

## Röplabda

### Strandröplabda

#### Férfi
| Versenyző                   | Csoportkör | Csoportkör | 16 közé jutásért  | Nyolcaddöntő                                                             | Negyeddöntő                                                         | Elődöntő                                                              | Döntő                                                                         | Helyezés |
| Versenyző                   | Ellenfél Eredmény | Hely.      | Ellenfél Eredmény | Ellenfél Eredmény                                                        | Ellenfél Eredmény                                                   | Ellenfél Eredmény                                                     | Ellenfél Eredmény                                                             | Helyezés |
| --------------------------- | --- | ---------- | ----------------- | ------------------------------------------------------------------------ | ------------------------------------------------------------------- | --------------------------------------------------------------------- | ----------------------------------------------------------------------------- | -------- |
| Renato Gomes Jorge Terceiro | C csoport · Ausztrália (AUS) · Andrew Schacht · Joshua Slack · 17-21, 19-21 · Brazília (BRA) · Ricardo Santos · Emanuel Rego · 19-21, 17-21 · Angola (ANG) · Emanuel Fernandes · Morais Abreu · 21-14, 21-13 | 3.         |                   | Ausztria (AUT) · Clemens Doppler · Peter Gartmayer · 19-21, 21-16, 15-13 | Hollandia (NED) · Reinder Nummerdor · Richard Schuil · 21-19, 21-19 | Egyesült Államok (USA) · Todd Rogers · Phil Dalhausser · 11-21, 13-21 | Bronzmérkőzés · Brazília (BRA) · Ricardo Santos · Emanuel Rego · 15-21, 10-21 | 4.       |

#### Női
| Versenyző                          | Csoportkör | Csoportkör | 16 közé jutásért                                                    | Nyolcaddöntő      | Negyeddöntő       | Elődöntő          | Döntő             | Helyezés |
| Versenyző                          | Ellenfél Eredmény | Hely.      | Ellenfél Eredmény                                                   | Ellenfél Eredmény | Ellenfél Eredmény | Ellenfél Eredmény | Ellenfél Eredmény | Helyezés |
| ---------------------------------- | --- | ---------- | ------------------------------------------------------------------- | ----------------- | ----------------- | ----------------- | ----------------- | -------- |
| Cristine Santanna Andrezza Martins | C csoport · Brazília (BRA) · Larissa França · Ana Paula Connelly · 25-23, 17-21, 5-15 · Ausztrália (AUS) · Natalie Cook · Tamsin Barnett · 18-21, 12-21 · Oroszország (RUS) · Natalja Urjadova · Alekszandra Sirjajeva · 10-21, 22-20, 15-12 | 3.         | Belgium (BEL) · Liesbeth Mouha · Liesbet Van Breedam · 13-21, 19-21 | kiesett           | kiesett           | kiesett           | kiesett           | 17.      |

## Sportlövészet
Női

| Versenyző        | Versenyszám   | Selejtező | Selejtező | Döntő   | Döntő    |
| Versenyző        | Versenyszám   | Pont      | Helyezés  | Pont    | Helyezés |
| ---------------- | ------------- | --------- | --------- | ------- | -------- |
| Nino Szalukvadze | Légpisztoly   | 386       | 4.        | 487,4   |          |
| Nino Szalukvadze | Sportpisztoly | 580       | 16.       | kiesett | kiesett  |

## Súlyemelés
Férfi

| Versenyző        | Versenyszám | Szakítás | Szakítás | Lökés                    | Lökés                    | Összesen | Helyezés |
| Versenyző        | Versenyszám | Eredmény | Helyezés | Eredmény                 | Helyezés                 | Összesen | Helyezés |
| ---------------- | ----------- | -------- | -------- | ------------------------ | ------------------------ | -------- | -------- |
| Raul Cirekidze   | 85 kg       | 143,0    | 17.      | érvényes kísérlet nélkül | érvényes kísérlet nélkül | kiesett  | kiesett  |
| Arszen Kaszabiev | 94 kg       | 176,0    | 7.       | 223,0                    | 3.                       | 399,0    | 4.       |
| Albert Kuzilovi  | 105 kg      | 182,0    | 8.       | 227,0                    | 4.                       | 409,0    | 6.       |

## Torna
Férfi

| Versenyző      | Versenyszám      | Selejtező | Selejtező | Döntő    | Döntő    |
| Versenyző      | Versenyszám      | Pontszám  | Helyezés  | Pontszám | Helyezés |
| -------------- | ---------------- | --------- | --------- | -------- | -------- |
| Ilia Giorgadze | Talaj            | 14,625    | 46.       | kiesett  | kiesett  |
| Ilia Giorgadze | Korlát           | 15,150    | 41.       | kiesett  | kiesett  |
| Ilia Giorgadze | Egyéni összetett | 29,775    | 90.       | kiesett  | kiesett  |

### Trambulin
| Versenyző     | Versenyszám | Selejtező | Selejtező | Döntő    | Döntő    |
| Versenyző     | Versenyszám | Pontszám  | Helyezés  | Pontszám | Helyezés |
| ------------- | ----------- | --------- | --------- | -------- | -------- |
| Luba Golovina | Női         | 64,9      | 5.        | 36,1     | 6.       |

## Úszás
Férfi

| Versenyző        | Versenyszám | Előfutam | Előfutam | Előfutam | Elődöntő | Elődöntő | Elődöntő | Döntő   | Döntő    |
| Versenyző        | Versenyszám | Idő      | Hely.    | Össz.    | Idő      | Hely.    | Össz.    | Idő     | Helyezés |
| ---------------- | ----------- | -------- | -------- | -------- | -------- | -------- | -------- | ------- | -------- |
| Irakli Revisvili | 200 m gyors | 1:53,60  | 1.       | 53.      | kiesett  | kiesett  | kiesett  | kiesett | kiesett  |

Női

| Versenyző      | Versenyszám | Előfutam | Előfutam | Előfutam | Elődöntő | Elődöntő | Elődöntő | Döntő   | Döntő    |
| Versenyző      | Versenyszám | Idő      | Hely.    | Össz.    | Idő      | Hely.    | Össz.    | Idő     | Helyezés |
| -------------- | ----------- | -------- | -------- | -------- | -------- | -------- | -------- | ------- | -------- |
| Ana Szalnikova | 100 m mell  | 1:21,70  | 2.       | 48.      | kiesett  | kiesett  | kiesett  | kiesett | kiesett  |